# Casa Heyman

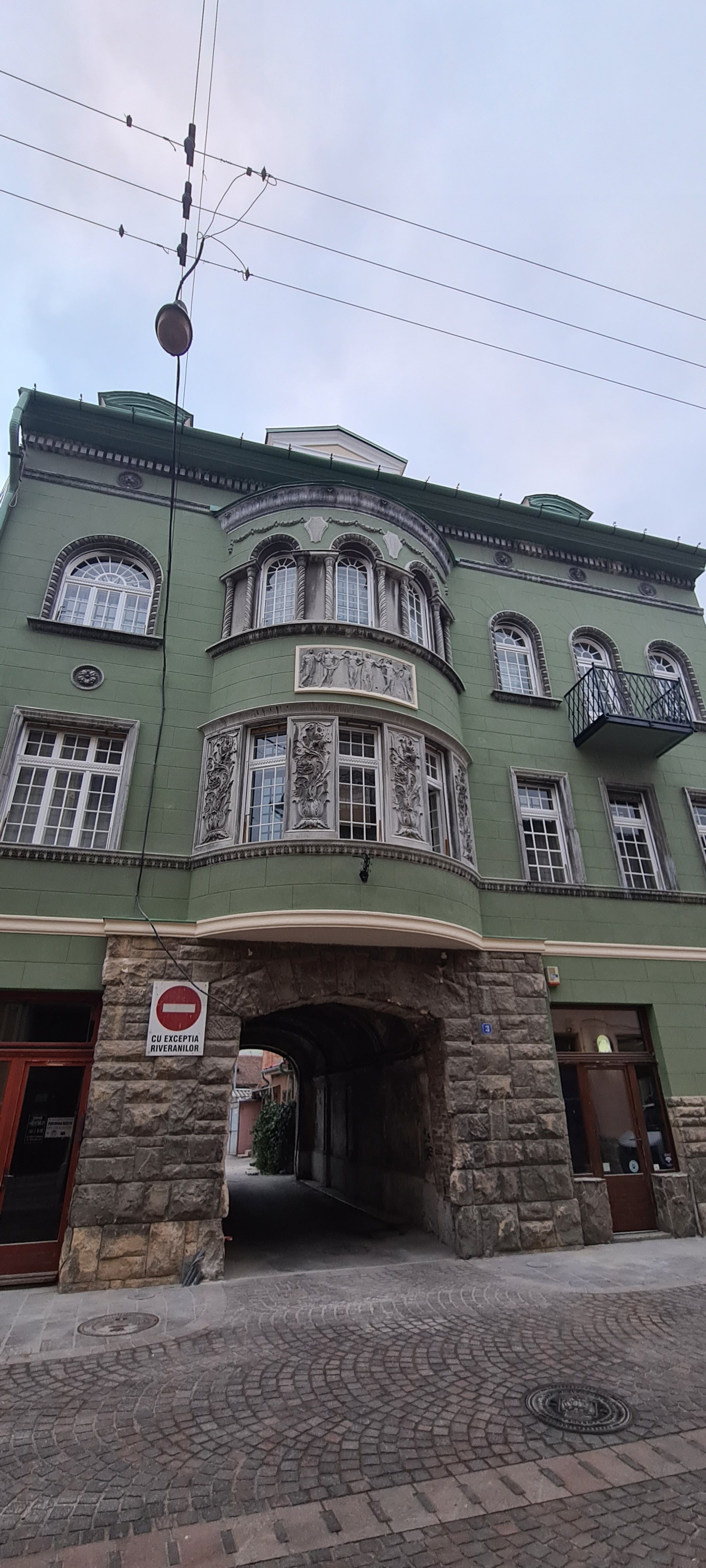
Casa Heyman

Casa Heyman este un imobil de locuințe din România situat în orașul Oradea, strada Aurel Lazăr, construit în stil eclectic cu detalii neorenascentiste, fiind casa în care s-a născut Éva Heyman. Construcția a fost realizată de către tatăl ei, Béla Heyman, în anii 1927-1928. La solicitarea proprietarilor actuali, Fundația de Protejare a Monumentelor Istorice din Bihor a inițiat procedura de clasare a clădirii ca monument istoric în octombrie 2024, beneficiind în prezent de statutul de monument istoric conform cu Legea nr. 422/2001 art.14. 
Clădirea, în formă de U, accentuează accesul prin gang și are patru nivele, pe lângă parter existând două etaje și mansardă. Imobilul se remarcă prin calitățile sale arhitecturale incontestabile și este reprezentativ pentru arhitectura eclectic orădeană.
Un element din fier forjat este monograma de la nivelul streșinii fațadei principale care este formată din literele B și H (Béla Heyman).
În prezent, imobilul cuprinde 7 apartamente și 2 spații comerciale cu proprietari diferiți, cea mai veche familie din imobil este familia Haniș care locuiește în imobil din anul 1976. 

## Istoric
Construită în perioada 1927–1928, Casa Heyman a fost proiectată de tatal Évei Heyman, arhitectul Béla Heyman, la comanda mamei sale, Luyza Heyman, care deținea terenul, iar ulterior și construcția. Până în anul 1944 la etajul 2 al clădirii a locuit, pe lângă Luyza, și fiica arhitectului, Éva Heyman, împreună cu mama sa, Ágnés Rácz.
Familia Heyman a fost mutată de naziști în ghetoul Oradea, unde Eva, în vârstă de numai 13 ani, a ținut în perioada 13 februarie – 30 mai 1944 un scurt jurnal în care descrie cu o luciditate cutremurătoare coșmarul evreilor orădeni.

### Jurnalul Évei Heyman
Éva Heyman a scris la vârsta de treisprezece ani un jurnal în ghetoul Oradea, înainte de a fi deportată în Lagărul de concentrare Auschwitz și a deveni o victimă a Holocaustului.
Mama Évei a recuperat jurnalul la întoarcerea sa după război, publicându-l prima oara la Budapesta în 1948. Ulterior jurnalul ei a devenit foarte cunoscut, fiind publicat in multe limbi, precum ebraică, engleză, franceză, maghiară și română.